# Richard Kräusel
Richard Oswald Karl Kräusel (Breslavia, 29 agosto 1890 – Francoforte sul Meno, 25 novembre 1966) è stato un botanico tedesco.

## Biografia
Studiò botanica all'Università di Breslavia avendo come professore Ferdinand Albin Pax e nel 1913 conseguì il dottorato con la tesi Beiträge zur kenntnis der Holzer aus der schlesischen Braunkohle. Dal 1920 al 1952 lavorò come docente presso l'Università di Francoforte. Fu inoltre capo del dipartimento di paleobotanica presso il Museo di Storia Naturale di Senckenberg. Durante la seconda guerra mondiale le sue collezioni di piante fossili furono conservate in un castello; ma purtroppo queste furono distrutte durante le battaglie a Francoforte.
Durante la sua carriera fece dei viaggi per il mondo per le sue indagini riguardanti le piante fossili; Sud-est asiatico (1921, 1926), America meridionale (1924, 1947, 1956/57), Stati Uniti e Canada (1928, 1959), Africa sud-occidentale (1928, 1953-54) e l'India (1960/61, 1964). Nei suoi successivi viaggi, condusse delle ricerche sulla flora di Gondwanaland e raccolse degli esemplari fossili per sostituire quelli precedentemente distrutti. In Europa effettuò degli studi sulla flora mesozoica della Germania meridionale, dell'Austria e della Svizzera.
Con Hermann Weyland, effettuò importanti ricerche sulle piante terrestri del Devoniano.

## Opere principali
- Beiträge zur Kenntnis der Kreideflora, 1922.
- Beiträge zur Kenntnis der Devonflora, (con Hermann Weyland, 1923).
- Die paläobotanischen Untersuchungsmethoden, ein Leitfaden für die Untersuchung fossiler Pflanzen sowie der aus ihnen aufgebauten Gesteine in Gelände und Laboratorium, 1929.
- Die Flora des deutschen Unterdevons (con Hermann Weyland, 1930).
- Neue Pflanzenfunde im Rheinischen Unterdevon (con Hermann Weyland), 1935.
- Versunkene Floren; eine Einführung in die Paläobotanik, 1960.
- Mitteleuropäische Pflanzenwelt. Sträucher und Bäume, (con Heinrich Nothdurft, Hermann Merxmüller, 1960).[3][4]